# هاينريش إدوارد جاكوب
هاينريش إدوارد جاكوب (بالألمانية: Heinrich Eduard Jacob) (و. 1889 – 1967 م) هو صحفي، وكاتب، وكاتب مسرحي، وكاتب سير من ألمانيا، والولايات المتحدة، ولد في برلين، توفي في سالزبورغ، عن عمر يناهز 78 عاماً.

## التعليم
تعلم في جامعة هومبولت في برلين.

## جوائز
حصل على جوائز منها:
- نيشان استحقاق صليب الضباط لجمهورية ألمانيا الاتحادية (1966)
- نيشان استحقاق صليب الضباط لجمهورية ألمانيا الاتحادية.

## روابط خارجية
- هاينريش إدوارد جاكوب على موقع مونزينجر (الألمانية)